# Wintek
El Wintek, a la cosmologia selknam i haush, és el sho'on Cel de l'Est. Dels quatre sho'on, el Wintek és considerat el més important per ser el lloc de residència de Temáukel i l'origen de tot allò existent.

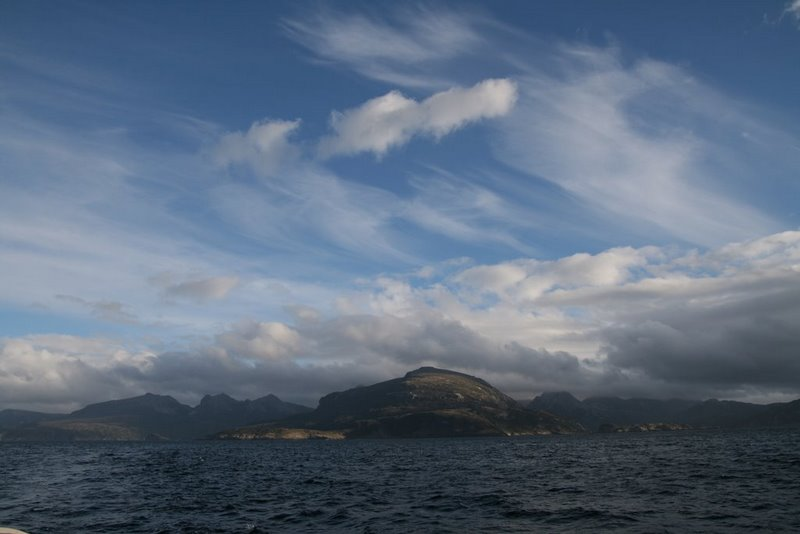
Illa de Los Estados vista desde l'Estret de Le Maire

A diferència dels altres tres sho'on, que representaven una de les estacions de l'any, el Wintek simbolitzava totes les estacions de l'any i, possiblement, fins i tot al temps.
Segons la creença dels selknam i haush, l'accés al Wintek era defensat per la serralada de l'Illa de Los Estados, a la qual anomenaven K'oin-harri o Kéoin Hurr (Serralada de les Arrels), la qual evocava la muralla de una immensa i misteriosa fortalesa.